# Иън Колдуел
Ѝън Колдуел (на английски: Ian Caldwell) е американски писател на бестселъри в жанра трилър. В България е издаден като Йън Колдуел.

## Биография и творчество
Иън Колдуел е роден на 18 март 1976 г. във Вашингтон, САЩ. Завършва гимназията за наука и технологии „Томас Джеферсън“ във Феърфакс, заедно с Дъстин Томасън. През 1998 г. се дипломира със специалност история от Принстънския университет, където е член на „Phi Beta Kappa Society“, общество за свободни наука и изкуство.
След дипломирането си работи в компанията „MicroStrategy“ в Тайсънс Корнър, Вирджиния, а по-късно се премества в Блексбърг, Вирджиния. Заедно с приятеля си от детинство започват да пишат съвместно роман, запленени от тайните на историята.
През 2004 г. е публикуван първият му трилър, в съавторство с Дъстин Томасън, „Криптата на флорентинеца“. Интелектуалният исторически трилър разказва историята на четирима абсолвенти от Принстънския университет, които искат да открият някои от тайните на книгата „Хипнеротомахия Полифили“, написана на няколко езика от римски свещеник през 1499 г. Действието на романа се развива на фона на Принстънския университет и Харвард, и в него има много автобиографични елементи и спомени от времето, когато той е учил там. Книгата става международен бестселър, аплодиран от читатели и критика.
През март 2015 г. е публикуван вторият му исторически трилър „The Fifth Gospel“ (Петото Евангелие), действието на който се развива във Ватикана. Двама монаси се опитват да докажат автентичността на Торинската плащаница, на базата на внимателен прочит на „Диатесарон“, „петото евангелие“, отхвърлено от ранните християнски епископи.
Иън Колдуел живее със семейството си в Виена, Вирджиния.

## Произведения

### Самостоятелни романи
- The Rule of Four (2004) – с Дъстин Томасън
Криптата на флорентинеца, изд.: ИК „Бард“, София (2005), прев. Любомир Николов – Нарви
- The Fifth Gospel (2015)
Петото евангелие, изд.: ИК „Обсидиан“, София (2015), прев. Надежда Розова